# Reprezentacja Włoch U-20 w piłce nożnej mężczyzn
Reprezentacja Włoch U-20 w piłce nożnej – młodzieżowa reprezentacja Włoch sterowana przez Włoski Związek Piłki Nożnej. Pięć razy brała udział w mistrzostwach świata – trzy razy odpadła w ćwierćfinale i dwa razy w rundzie grupowej.

## Występy w MŚ U-20
- 1977: Runda grupowa
- 1981: Runda grupowa
- 1987: Ćwierćfinał
- 2005: Ćwierćfinał
- 2009: Ćwierćfinał
- 2011: Nie zakwalifikowała się
- 2013: Nie zakwalifikowała się
- 2015: Nie zakwalifikowała się
- 2017: Trzecie miejsce
- 2019: Czwarte miejsce

## Strzelcy bramek w MŚ U-20
| Piłkarz                  | MŚ      | Gole                  |
| ------------------------ | ------- | --------------------- |
| Graziano Pellè           | MŚ 2005 | Gol · Gol · Gol · Gol |
| Michelangelo Albertazzi  | MŚ 2009 | Gol · Gol             |
| Michele Canini           | MŚ 2005 | Gol · Gol             |
| Daniele Galloppa         | MŚ 2005 | Gol · Gol             |
| Alessandro Melli         | MŚ 1987 | Gol · Gol             |
| Mattia Mustacchio        | MŚ 2009 | Gol · Gol             |
| Giacomo Bonaventura      | MŚ 2009 | Gol                   |
| Luigi Capuzzo            | MŚ 1977 | Gol                   |
| Marco Carrara            | MŚ 1987 | Gol                   |
| Andrea Coda              | MŚ 2005 | Gol                   |
| Raffaele De Martino      | MŚ 2005 | Gol                   |
| Umberto Eusepi           | MŚ 2009 | Gol                   |
| Silvano Raggio Garibaldi | MŚ 2009 | Gol                   |
| Stefano Impallomeni      | MŚ 1987 | Gol                   |
| Pietro Mariani           | MŚ 1981 | Gol                   |
| Andrea Mazzarani         | MŚ 2009 | Gol                   |
| Antonio Mazzotta         | MŚ 2009 | Gol                   |
| Antonio Rizzolo          | MŚ 1987 | Gol                   |